# 宮城県泉高等学校
宮城県泉高等学校（みやぎけん いずみこうとうがっこう）は、宮城県仙台市泉区将監十丁目にある県立高等学校。通称は「泉高」（いずこう）。

## 概要
1973年、泉市（現：仙台市泉区）に最初に開校した高等学校である。
泉中央に隣接した将監団地内にあり、約83000平方メートルの緑豊かで広大な敷地を擁する。400mトラック・野球場・サッカー（ラグビー）場・テニスコート4面・ソフトボール場・弓道場など、県内有数の恵まれた施設を有している。
進学実績では、開校当初は私立大学の合格者がほとんどであったが、平成に入り国公立大学に年間50名以上、地元の東北学院大学に150名近い合格者を出すなど近年着実に実績を上げている。2017年には国公立大学に過去最高の100名の合格者を出した。
普通科・英語科ともに女子の比率が高く、女子:男子 = 6:4 もしくは 7:3 である。そのため、普通科には女子専用クラスが存在する。
2006～08年度の文部科学省指定『スーパー・イングリッシュ・ランゲージ・ハイスクール（SELHi）』研究事業、及び2013年度の文部科学省認定『コミュニケーション英語Ｉ』の研究の成果を活かし、英語科・普通科ともにレベルの高い英語授業が展開されている。

## 設置学科
- 全日制課程
  - 普通科
  - 英語科

## 行事
- 4月
  - 始業式、入学式
  - 泉三校定期戦パレード
- 5月
  - 泉三校定期戦（5月1日）
  - 生徒総会
- 7月
  - 泉高祭（7月上旬）
  - 夏期課外講習（全学年）
- 8月 
  - 夏期課外講習（3年）
- 9月 
  - 校内球技大会
- 11月 
  - 生徒総会
- 12月
  - 冬期課外講習（全学年）
  - 2年研修旅行
- 1月
  - 英語科宿泊セミナー（1年）
- 3月 
  - 海外研修
  - 卒業式、終業式

## 沿革
- 1973年 - 宮城県泉高等学校開校・校旗制定　普通科男女360名（8学級）。
- 1986年 - 第1回泉三校定期戦（泉館山高校と泉松陵高校との定期戦）

1984年までは多賀城高校との定期戦であったが、盛り上がりに欠けるとの理由で1985年（昭和60年）に中止になった。
- 1987年 - 普通科男女405名に増員（9学級）
- 1995年 - 英語科（男女80名、2学級）新設。普通科7学級
- 1996年 - 英語科棟竣工
- 1996年 - 第1回海外語学研修
- 2002年 - 普通科1学級減（6学級）
- 2006年 - 英語科1学級減（1学級）
- 2022年 ‐ 普通科1学級減（5学級）

## 部活動
弓道部がインターハイにも出場するなど、宮城県内ではトップクラスの実力校である。その他に放送部が全国大会に出場している。
1975年の春の高校バレーでは、女子バレーボール部が創部3年目で全国大会に出場している。
部活動ではないが、チアリーディング部（ICG）の活動が盛んであり、24時間テレビのイベントなどに毎年参加している。
- 運動部 
  - 硬式野球、サッカー、陸上競技、バスケットボール、バレーボール、硬式テニス女子、ソフトテニス、バドミントン、卓球、ソフトボール、軟式野球、弓道、剣道、新体操
- 文化部 
  - 美術、吹奏楽、文芸、家庭、書道、自然科学、園芸、写真、放送
- 同好会 
  - 硬式テニス男子、軽音楽
- その他
  - 応援団、チアリーディング

## 出身有名人

### 大学
- 早坂良 - 岩手大学准教授、博士(工学)、数理情報工学教育

### 芸能
- 鈴木京香 - 女優
- 谷あい - タレント（第6回『全日本国民的美少女コンテスト』モデル部門賞）
- 木舩香織 - タレント（第5期ワンダフルガールズ）

### マスコミ
- 佐藤有里香 - アナウンサー（テレビ西日本所属）
- 櫻田彩子 - フリーアナウンサー / エコアナウンサー

### 音楽
- 藤村一清 - 元HOUND DOG・ドラム
- 永田輝喜 - アンティック-珈琲店-（ヴィジュアル系ロックバンド）・ドラム
- 高野浩二 - 秋風センチメンタル（フォークデュオ）
- 山田高士 - 秋風センチメンタル（フォークデュオ）

## 交通案内
- 仙台市地下鉄南北線泉中央駅3番乗り場より宮城交通バスで泉パークタウン車庫行で『泉高校前』下車（所要時間約10分）。
- 泉中央駅より徒歩30分。

## 周辺の学校
- 仙台市立仙台商業高等学校 - 同校の南側に所在する市立高等学校である。